# Hilarographa
Hilarographa es un género de polillas de la familia Tortricidae.

## Especies
- Hilarographa ancilla Razowski, 2009
- Hilarographa aurosa  Diakonoff & Arita, 1976
- Hilarographa auroscripta Razowski, 2009
- Hilarographa baliana Razowski, 2009
- Hilarographa batychtra (Razowski & Pelz, 2005)
- Hilarographa bellica  Meyrick, 1912
- Hilarographa belizastrum Razowski & Wojtusiak, 2011
- Hilarographa belizeae Razowski, 2009
- Hilarographa bosavina Razowski, 2009
- Hilarographa bryonota  Meyrick, 1921
- Hilarographa buruana Razowski, 2009
- Hilarographa calathisca  Meyrick, 1909
- Hilarographa calyx Razowski, 2009
- Hilarographa caminodes  Meyrick, 1905
- Hilarographa castanea Razowski & Wojtusiak, 2009
- Hilarographa celebesiana Razowski, 2009
- Hilarographa ceramopa  Meyrick, 1920
- Hilarographa charagmotorna Razowski, 2009
- Hilarographa citharistis  Meyrick, 1909
- Hilarographa cladara  (Diakonoff, 1977),
- Hilarographa crocochorista  (Diakonoff, 1983),
- Hilarographa cubensis (Heppner, 1983)
- Hilarographa cymatodes  (Diakonoff, 1983)
- Hilarographa decoris  Diakonoff & Arita, 1976
- Hilarographa dolichosticha  (Diakonoff, 1977)
- Hilarographa druidica  (Meyrick, 1909)
- Hilarographa dulcisana  Walker, 1863
- Hilarographa eremnotorna  Diakonoff & Arita, 1976
- Hilarographa eriglypta  Meyrick, 1921
- Hilarographa euphronica  Meyrick, 1920
- Hilarographa excellens  (Pagenstecher, 1900)
- Hilarographa fergussonana Razowski, 2009
- Hilarographa ferox  Meyrick, 1921
- Hilarographa gentinga Razowski, 2009
- Hilarographa grapholithana (Razowski & Pelz, 2005)
- Hilarographa gunongana Razowski, 2009
- Hilarographa hainanica Razowski, 2009
- Hilarographa hermatodes  Meyrick, 1909
- Hilarographa hexapeda  Meyrick, 1913
- Hilarographa iquitosana Razowski, 2009
- Hilarographa johnibradleyi Razowski, 2009
- Hilarographa jonesi Brower, 1953
- Hilarographa khaoyai Razowski, 2009
- Hilarographa leucopyrga  Meyrick, 1912
- Hilarographa ludens  Diakonoff, 1948
- Hilarographa macaria  (Diakonoff, 1977)
- Hilarographa machaerophora  Diakonoff & Arita, 1976
- Hilarographa marangana Razowski, 2009
- Hilarographa mariannae Razowski, 2009
- Hilarographa mechanica  Meyrick, 1909
- Hilarographa meekana Razowski, 2009
- Hilarographa merinthias  Meyrick, 1909
- Hilarographa mesostigmatias  (Diakonoff, 1977)
- Hilarographa methystis  Meyrick, 1921
- Hilarographa muluana Razowski, 2009
- Hilarographa obinana Razowski, 2009
- Hilarographa odontia Razowski & Wojtusiak, 2011
- Hilarographa oenobapta  (Diakonoff, 1977),
- Hilarographa opistocapna  (Diakonoff, 1977)
- Hilarographa orthochrysa  Meyrick, 1932
- Hilarographa pahangana Razowski, 2009
- Hilarographa parambae Razowski, 2009
- Hilarographa perakana Razowski, 2009
- Hilarographa phlox  (Diakonoff, 1977),
- Hilarographa plectanodes  Meyrick, 1921
- Hilarographa plurimana  Walker, 1863
- Hilarographa quinquestrigana  Walker, 1866
- Hilarographa rampayoha Razowski, 2009
- Hilarographa refluxana  Walker, 1863
- Hilarographa regalis (Walsingham, 1881)
- Hilarographa renonga Razowski, 2009
- Hilarographa ribbei  Zeller, 1877
- Hilarographa robinsoni Razowski, 2009
- Hilarographa sepidmarginata Razowski & Wojtusiak, 2011
- Hilarographa shehkonga Razowski, 2009
- Hilarographa sipiroca Razowski, 2009
- Hilarographa soleana Razowski, 2009
- Hilarographa spermatodesma  Diakonoff, 1955
- Hilarographa swederiana  Stoll, in Cramer, 1791
- Hilarographa tasekia Razowski, 2009
- Hilarographa temburonga Razowski, 2009
- Hilarographa tetralina  Meyrick, 1930
- Hilarographa thaliarcha  Meyrick, 1920
- Hilarographa tornoxena  (Diakonoff, 1977)
- Hilarographa uluana Razowski, 2009
- Hilarographa undosa  (Diakonoff, 1977)
- Hilarographa uthaithani Razowski, 2009
- Hilarographa vinsonella Guillermet, 2013
- Hilarographa xanthotoxa  Meyrick, 1920
- Hilarographa youngiella (Busck, 1922)
- Hilarographa zapyra  Meyrick, 1886

## Incertae sedis
- Hilarographa cirrhocosma Meyrick, 1930
- Hilarographa pampoecila (Turner, 1913)